# World Golf Village
World Golf Village ist  ein census-designated place (CDP) im St. Johns County im US-Bundesstaat Florida. Das U.S. Census Bureau hat bei der Volkszählung 2020 eine Einwohnerzahl von 22.117 ermittelt. 

## Geographie
World Golf Village liegt rund 15 km nordwestlich von St. Augustine sowie etwa 40 km südlich von Jacksonville. Der CDP wird von der Interstate 95 durchquert.

## Demographische Daten
Laut der Volkszählung 2010 verteilten sich die damaligen 12.310 Einwohner auf 5.213 Haushalte. 88,9 % der Bevölkerung bezeichneten sich als Weiße, 4,0 % als Afroamerikaner, 0,2 % als Indianer und 3,4 % als Asian Americans. 1,6 % gaben die Angehörigkeit zu einer anderen Ethnie und 1,9 % zu mehreren Ethnien an. 7,6 % der Bevölkerung bestand aus Hispanics oder Latinos.
Im Jahr 2010 lebten in 45,2 % aller Haushalte Kinder unter 18 Jahren sowie 23,0 % aller Haushalte Personen mit mindestens 65 Jahren. 80,2 % der Haushalte waren Familienhaushalte (bestehend aus verheirateten Paaren mit oder ohne Nachkommen bzw. einem Elternteil mit Nachkomme). Die durchschnittliche Größe eines Haushalts lag bei 2,82 Personen und die durchschnittliche Familiengröße bei 3,14 Personen.
31,3 % der Bevölkerung waren jünger als 20 Jahre, 26,3 % waren 20 bis 39 Jahre alt, 24,8 % waren 40 bis 59 Jahre alt und 17,6 % waren mindestens 60 Jahre alt. Das mittlere Alter betrug 36 Jahre. 49,2 % der Bevölkerung waren männlich und 50,8 % weiblich.
Das durchschnittliche Jahreseinkommen lag bei 78.016 $, dabei lebten 4,9 % der Bevölkerung unter der Armutsgrenze.